# Онуфрий (Лёгкий)
Митрополи́т Ону́фрий (в миру Олег Влади́мирович Лёгкий; 27 марта 1970, город Ходоров, Жидачовский район, Львовская область, Украинская ССР) — епископ Украинской православной церкви, митрополит Харьковский и Богодуховский.

## Биография
Родился 27 марта 1970 года в городе Ходорове Львовской области в семье православного священника.
В 1987 году окончил среднюю школу и поступил на работу экспедитором во Львовское епархиальное управление.
В сентябре 1989 года переехал из Львова в Харьков вместе с митрополитом Никодимом, а в октябре поступил на работу в Харьковское епархиальное управление на ту же должность.
28 августа 1990 года рукоположён митрополитом Харьковским и Богодуховским Никодимом во диакона к Харьковскому Благовещенскому собору.
4 октября 1992 года рукоположён во иерея.
В 1993 году окончил Одесскую духовную семинарию. В этом же году возведён в сан протоиерея.
В 1996 году назначен настоятелем Свято-Сергиевской общины города Харькова с послушанием руководства и строительства храма-памятника в честь 2000-летия Рождества Христова.
В 1997 году окончил Международный Славянский университет в Харькове. Специальность по образованию — экономист.
В 1998 году заочно окончил Киевскую духовную академию.
31 октября 2010 года избран депутатом Харьковского областного совета VI созыва.

### Архиерейство
17 апреля 2000 года постановлением Священного синода Украинской православной церкви определено быть епископом Изюмским, викарием Харьковской епархии.
20 апреля 2000 года в храме Феодосия Печерского Киево-Печерской лавры пострижен в монашество с именем Онуфрий в честь священномученика Онуфрия (Гагалюка).
21 апреля 2000 года митрополитом Владимиром (Сабоданом) возведён в сан архимандрита, наречён во епископа Изюмского.
22 апреля 2000 года в трапезном храме Киево-Печерской лавры хиротонисан в сан епископа.
8 июля 2003 года в Христианской богословской академии в Варшаве защитил магистерскую диссертацию «Харьковская епархия (1850—1992 гг.). Историко-каноническое исследование».
В 2003 году возложены обязанности наместника Покровского монастыря города Харькова.
В 2004 году стал член-корреспондентом Международной кадровой академии.
20 мая 2007 года по случаю празднования 15-летия Харьковского Архиерейского собора 1992 года возведён в сан архиепископа митрополитом Киевским и всея Украины Владимиром.
23 января 2008 года присвоено звание почётного гражданина города Харькова.
27 ноября 2009 года присвоена учёная степень почётного доктора Харьковского национального университета внутренних дел.
16 сентября 2011 года назначен временным управляющим Харьковской епархией.
8 мая 2012 года решением Священного синода УПЦ назначен архиепископом Харьковским и Богодуховским.
20 июля 2012 года решением Священного синода УПЦ назначен ректором Харьковской духовной семинарии.
25 августа 2012 года решением Священного синода УПЦ утверждён в должности настоятеля Покровского монастыря города Харькова.
23 ноября 2013 возведён в сан митрополита.

Служения Онуфрия
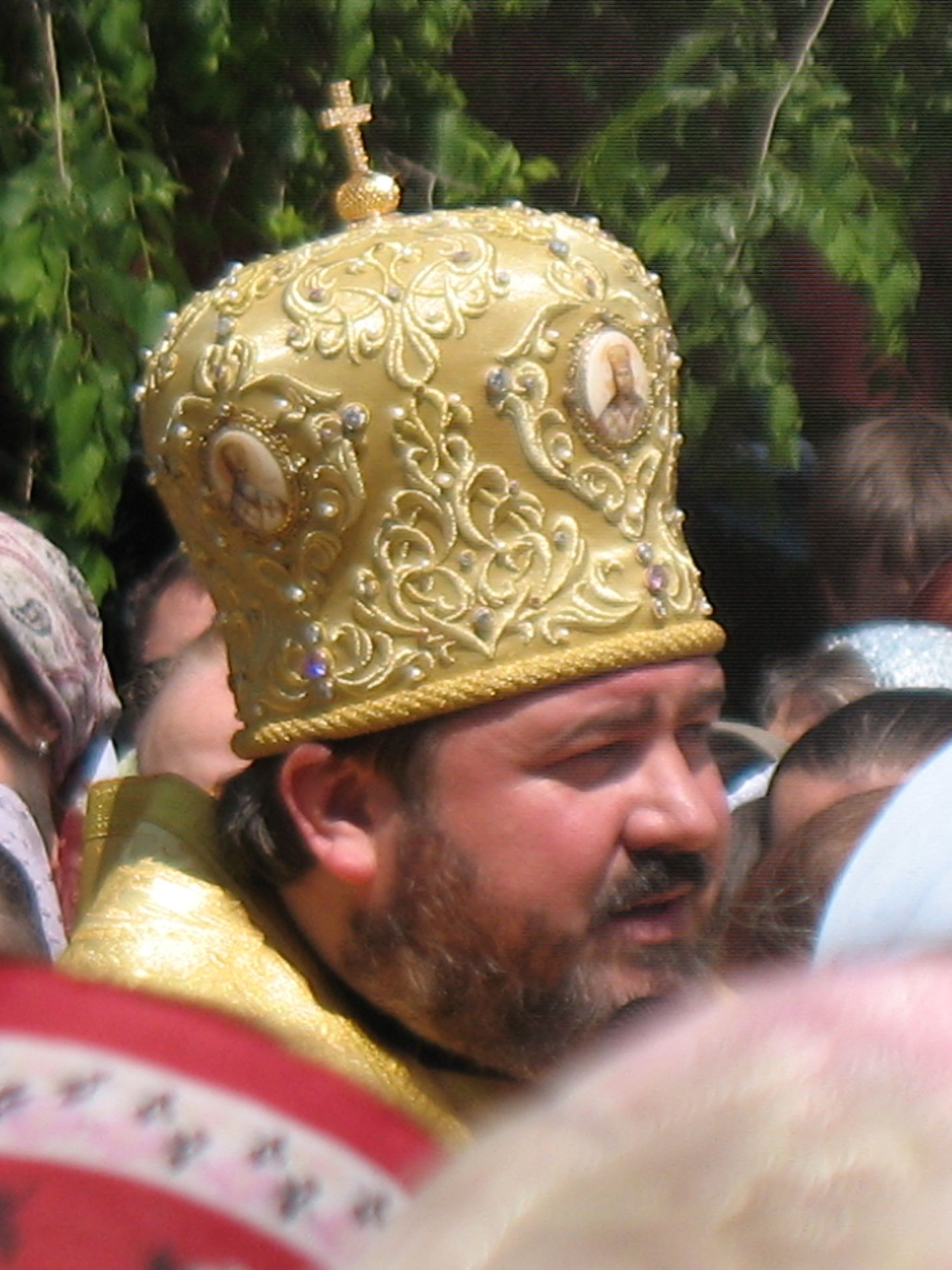
Архиепископ Харьковский Онуфрий в Покровском монастыре произносит речь в день Харьковского собора 27 мая 2012
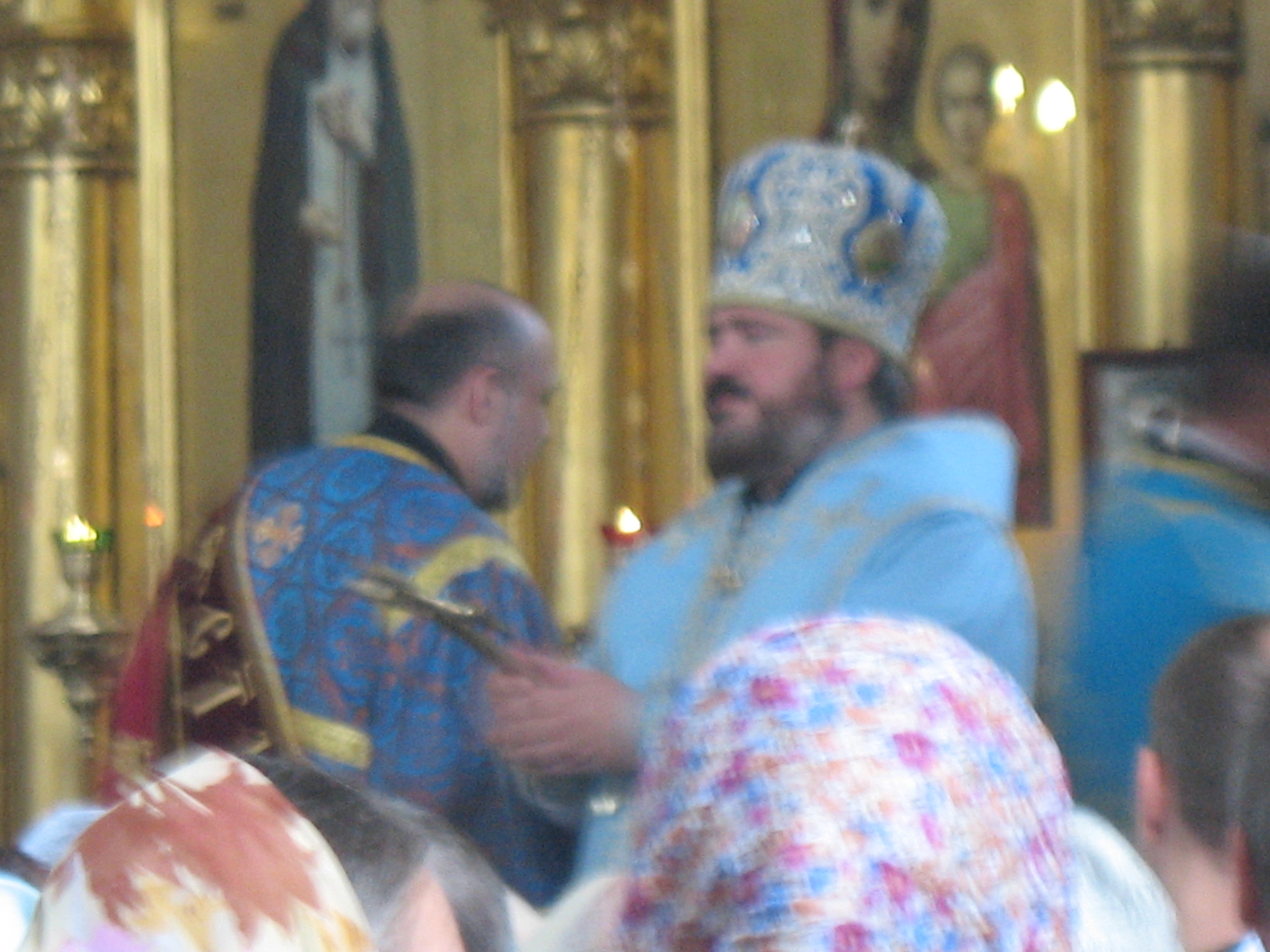
Онуфрий служит в Казанском храме на престольный праздник 21 июля 2012
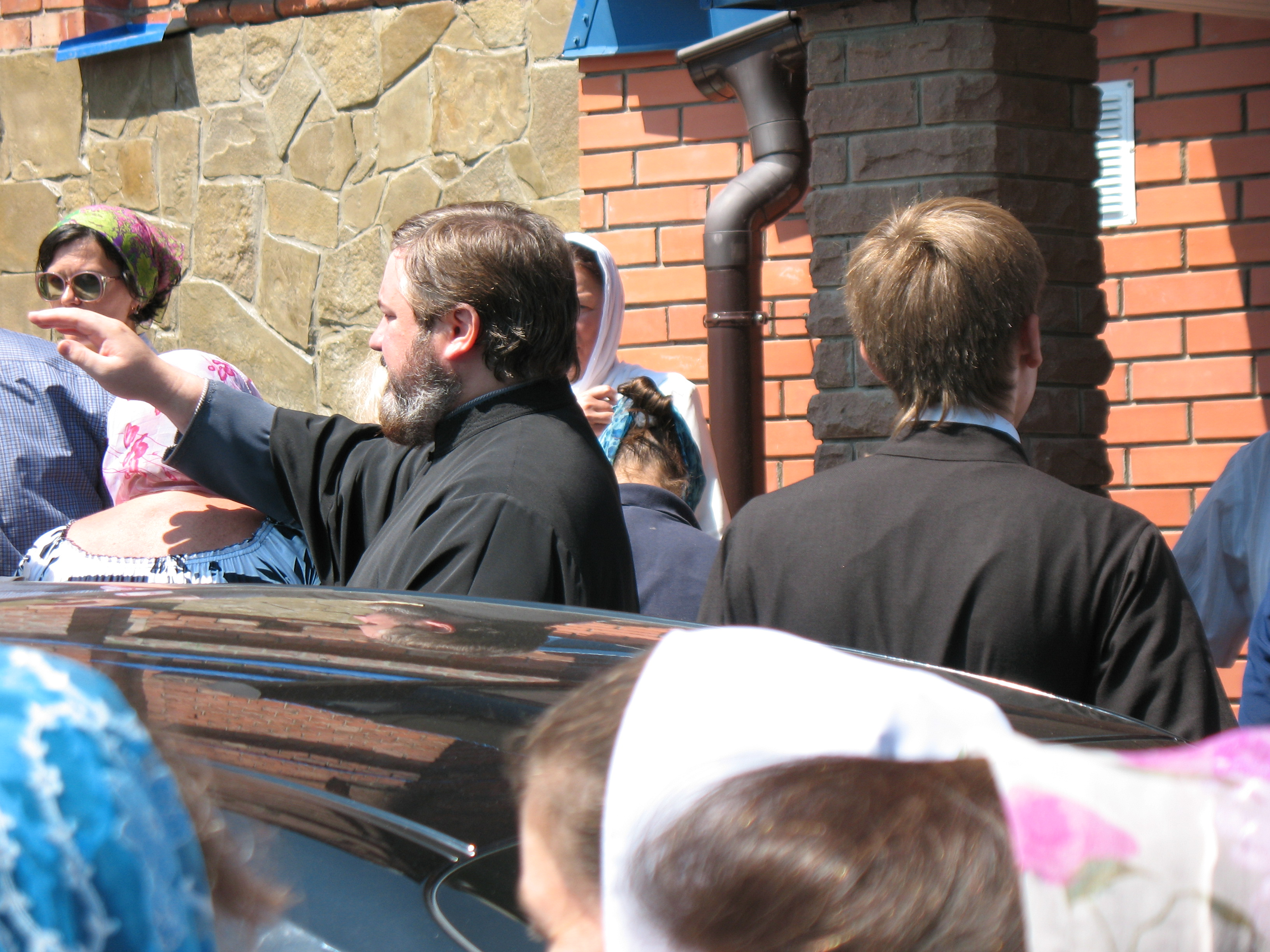
Онуфрий благословляет людей, 2012

## Награды

### Церковные
Русская православная церковь
- Орден преподобного Сергия Радонежского II степени
- Орден святого равноапостольного великого князя Владимира III степени
- Орден святого благоверного князя Даниила Московского III степени
- Орден Святителя Иннокентия, митрополита Московского и Коломенского II степени (2020)[8]

Украинская Православная Церковь
- Орден святого равноапостольного князя Владимира I степени[9]
- Орден преподобного Нестора Летописца I степени
- Юбилейный орден «Рождество Христово — 2000» I степени

Награды других поместных церквей
- Орден святой равноапостольной Марии Магдалины II степени Польской Православной Церкви.

### Светские

#### Государственные
- Орден «За заслуги» II степени (2 октября 2009 года) — за весомый личный вклад в развитие духовности на Украине, многолетнюю плодотворную церковную деятельность и по случаю 210-летия основания Харьковской епархии Украинской православной церкви[10].
- Орден «За заслуги» III степени (30 сентября 1999 года) — за весомый личный вклад в утверждение идей милосердия и согласия в обществе и по случаю 200-летия Харьковской епархии[11].
- Знак отличия Президента Украины — юбилейная медаль «20 лет независимости Украины» (19 августа 2011 года) — за значительный личный вклад в социально-экономическое, научно-техническое и культурно-образовательное развитие Украинского государства, весомые трудовые достижения и многолетний добросовестный труд[12].
- Почётная грамота Кабинета Министров Украины (9 ноября 2001 года) — за весомый личный вклад в духовное возрождение Украины, активную благотворительную деятельность, утверждение идей милосердия и согласия в обществе[13]
- Знак отличия МВД Украины «За содействие органам внутренних дел Украины» (14 октября 2009 года)
- Почётная грамота Харьковского городского совета (23 января 2008 года)[14]

#### Другие
- «За заслуги» I степени Академии пожарной безопасности (17 октября 2003 года)
- Юбилейная знак «15 лет Института подготовки юридических кадров для Службы безопасности Украины Национальной юридической академии Украины имени Ярослава Мудрого» (22 августа 2009 года)